# لودمیلا اژووا
لودمیلا اژووا (به انگلیسی: Ludmila Ezhova) ژیمناست زادهٔ ۴ مارس ۱۹۸۲ میلادی اهل کشور روسیه است.